# Dom Orejudos
Domingo Francisco Juan Esteban Orejudos, Secundo, noto come Dom Orejudos, o con gli pseudomini Etienne e Stephen, (Chicago, 1º luglio 1933 – Boulder, 24 settembre 1991), è stato un artista, ballerino e coreografo statunitense, noto soprattutto per la sua innovativa erotica maschile gay a partire dagli anni cinquanta del XX secolo. 
Insieme agli artisti George Quaintance e Touko Laaksonen ("Tom of Finland"), del quale divenne amico, l'arte a tema leather di Orejudos promosse un'immagine degli uomini gay come forti e mascolini, in contrasto con lo stereotipo dominante dell'epoca che li vedeva come deboli ed effeminati.
Assieme a Chuck Renslow, suo primo compagno di vita e socio in affari, fondò alcuni dei locali di riferimento della cultura gay maschile della fine del XX secolo, tra cui il Gold Coast bar, il Man's Country bathhouse, la competizione International Mr. Leather, la festa di agosto White Party di Chicago, e le riviste Triumph, Rawhide e Mars. Fu inoltre attivo e influente nella comunità del balletto di Chicago.

## Primi anni
Nacque a Chicago, dove frequentò la McKinley High School, suonò il violino nell'orchestra della scuola, servì come primo violino nell'All Chicago High School Orchestra e fece parte della squadra di ginnastica. Fu apertamente omosessuale.
Durante il liceo, le sue prime opere erotiche furono pubblicate, quindi scelse di usare uno pseudonimo; desiderava "uno pseudonimo con un vero tocco di classe" e scelse la versione francese del suo secondo nome: Etienne.
Frequentò per un semestre la School of the Art Institute of Chicago, studiando disegno e arte, ma rimase frustrato dall'approccio didattico. A 20 anni, mentre si trovava sulla Oak Street Beach di Chicago, fu avvicinato da Chuck Renslow (all'epoca ventitreenne), che gli propose di posare per delle fotografie. Iniziò così la loro relazione. Insieme, fondarono la Kris Studios, uno studio di fotografia, che realizzava scatti per le riviste gay da loro pubblicate. Il nome dello studio rendeva omaggio alla pioniera transgender Christine Jorgensen.

## Carriera

### Arte
.

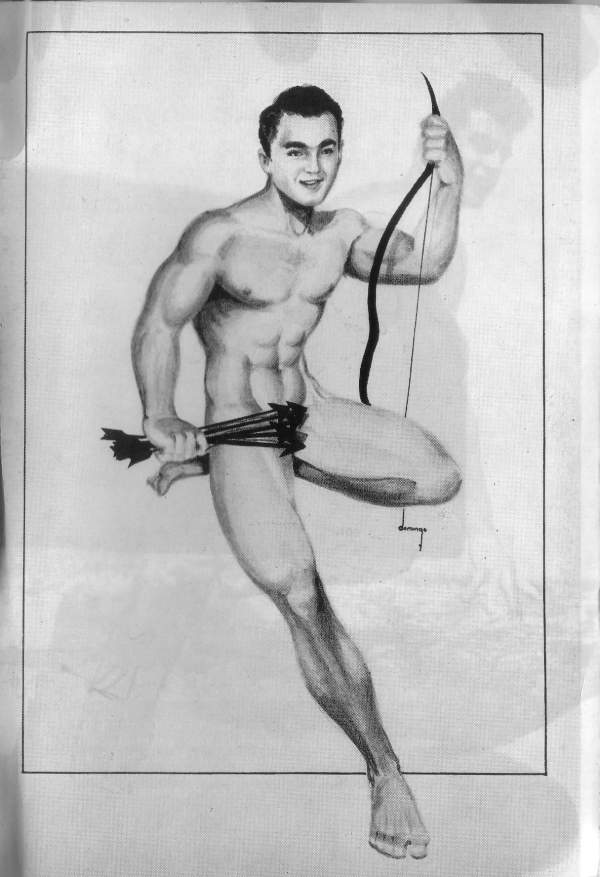
Cupido di Orejudos, riprodotto nel numero di settembre 1953 di Tomorrow's Man

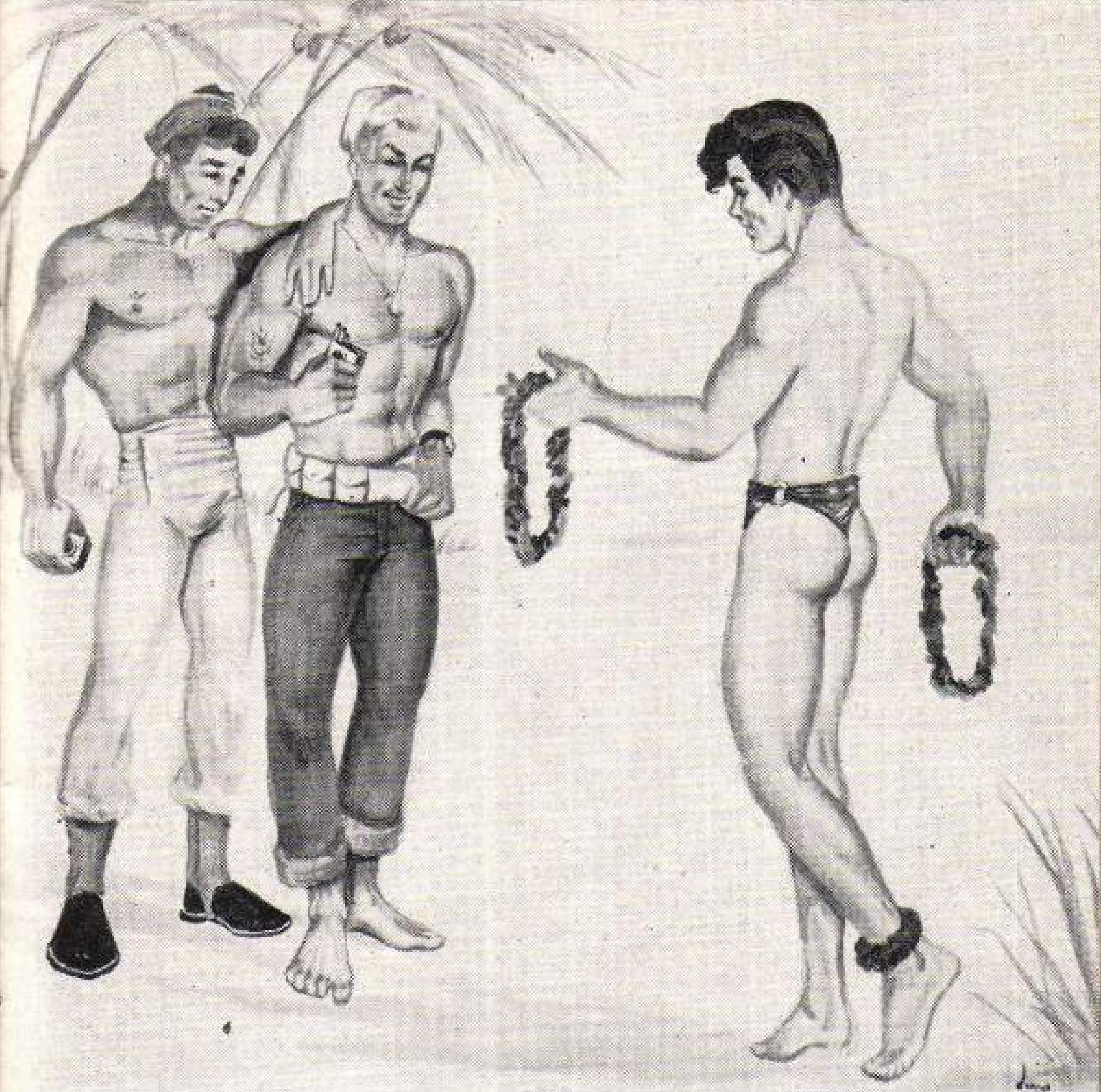
Stampa della serie Men At War, tratta dal volume 1 numero 9 della rivista Tomorrow's Man

Iniziò a disegnare a livello professionale nel 1953, realizzando illustrazioni erotiche per Tomorrow's Man, una rivista pubblicata da Irv Johnson, proprietario della palestra in cui si allenava. Scelse il nome d'arte Etienne, equivalente francese del suo secondo nome, Esteban. Firmava invece i disegni a penna e inchiostro con Stephen, la versione inglese del suo nome, per far sembrare che lo studio impiegasse più artisti.
Nel 1958, lui e Chuck Renslow acquistarono la palestra di Irv Johnson, rinominandola Triumph Gymnasium and Health Studio, trasferendo lo studio fotografico al piano superiore. Nel 1963 ampliarono le loro attività editoriali con il lancio della rivista Mars, esplicitamente incentrata sulla cultura leather. Produssero anche cortometraggi tematici gay in 16mm, scritti e diretti da Orejudos.
Visse con Renslow nella Francis J. Dewes House a Chicago all'inizio degli anni settanta; installò il suo studio d'arte al terzo piano. Dopo aver perso gran parte del suo archivio a causa di un allagamento negli anni settanta, donò il materiale restante al Target Studio, che divenne il suo principale editore. Nel 1978, espose in una mostra congiunta a San Francisco con l'artista erotico Al Shapiro (A. Jay).
Progettò il logo di International Mr. Leather, oltre a gran parte del materiale pubblicitario e del merchandising del concorso. Dipinse anche murales per il Gold Coast bar (con l'aiuto di Chuck Arnett), il bagno Man's Country, Zolar's, Mineshaft e Club Baths Kansas City. Le sue opere vennero ampiamente diffuse attraverso riviste gay come Drummer.
Fu un amico di penna di Tom of Finland e lo introdusse a Durk Dehner, con il quale Tom fondò la sua omonima azienda e fondazione. Dehner lo considerò suo "migliore amico per molti anni" e nel 1999 scrisse: "[Orejudos] è indissolubilmente legato a Tom e a me, e quindi alla creazione della Tom of Finland Foundation".
Le sue opere di sono state esposte presso Fey-Way Studios, il Mary and Leigh Block Museum of Art della Northwestern University, il Chicago History Museum, il Leather Archives & Museum, e il centro di ricerca della School of the Art Institute of Chicago dedicato a Roger Brown. Nel 1986, partecipò a Naked Eyes, una mostra d'arte organizzata da Olaf Odegaard per l'International Gay and Lesbian Archives, che metteva in risalto l'arte visiva degli uomini gay.

### Balletto
Frequentò la Ellis-DuBoulay School of Ballet grazie a una borsa di studio e poi si unì all'Illinois Ballet Company, dove fu primo ballerino per nove anni e divenne coreografo residente. Dopo la chiusura dell'Illinois Ballet nel 1972, continuò a creare nuove coreografie per un altro decennio, collaborando con la Delta Festival Ballet di New Orleans. Creò 18 balletti, rappresentati da 20 compagnie regionali di balletto in città come Washington, Atlanta, Houston, Minneapolis, San Francisco e Omaha. Ricevette tre sovvenzioni dal National Endowment for the Arts. Mise in scena il suo balletto Charioteer per inaugurare le trasmissioni a colori della stazione televisiva di Chicago WTTW, evento che vinse tre Emmy Award. Si esibì nelle compagnie itineranti di West Side Story, The King and I e Song of Norway.

## Vita privata
Oltre alla sua relazione con Chuck Renslow, nel 1969 conobbe Robert (Bob) Yuhnke a una festa leather a New York. I due instaurarono una relazione a distanza fino a quando Bob si trasferì a Chicago nel 1979 per vivere con Orejudos. Insieme stabilirono la residenza a Eldorado Springs (Colorado) nel 1980, dove rimasero fino alla morte di Orejudos. Orejudos continuò a trascorrere del tempo a Chicago fino alla morte di sua madre nel 1984.
Durante un viaggio in Cina con Bob, prima di unirsi ad altri membri di una delegazione della Sister City di Boulder per una visita programmata a Lhasa in Tibet nel 1987, contrasse una polmonite. Questa malattia portò alla diagnosi di AIDS, che contribuì al peggioramento della sua salute, fino alla sua morte per complicazioni legate all'AIDS il 24 settembre 1991. Orejudos è stato commemorato con tre pannelli distinti nel AIDS Memorial Quilt.

### Impatto culturale e eredità

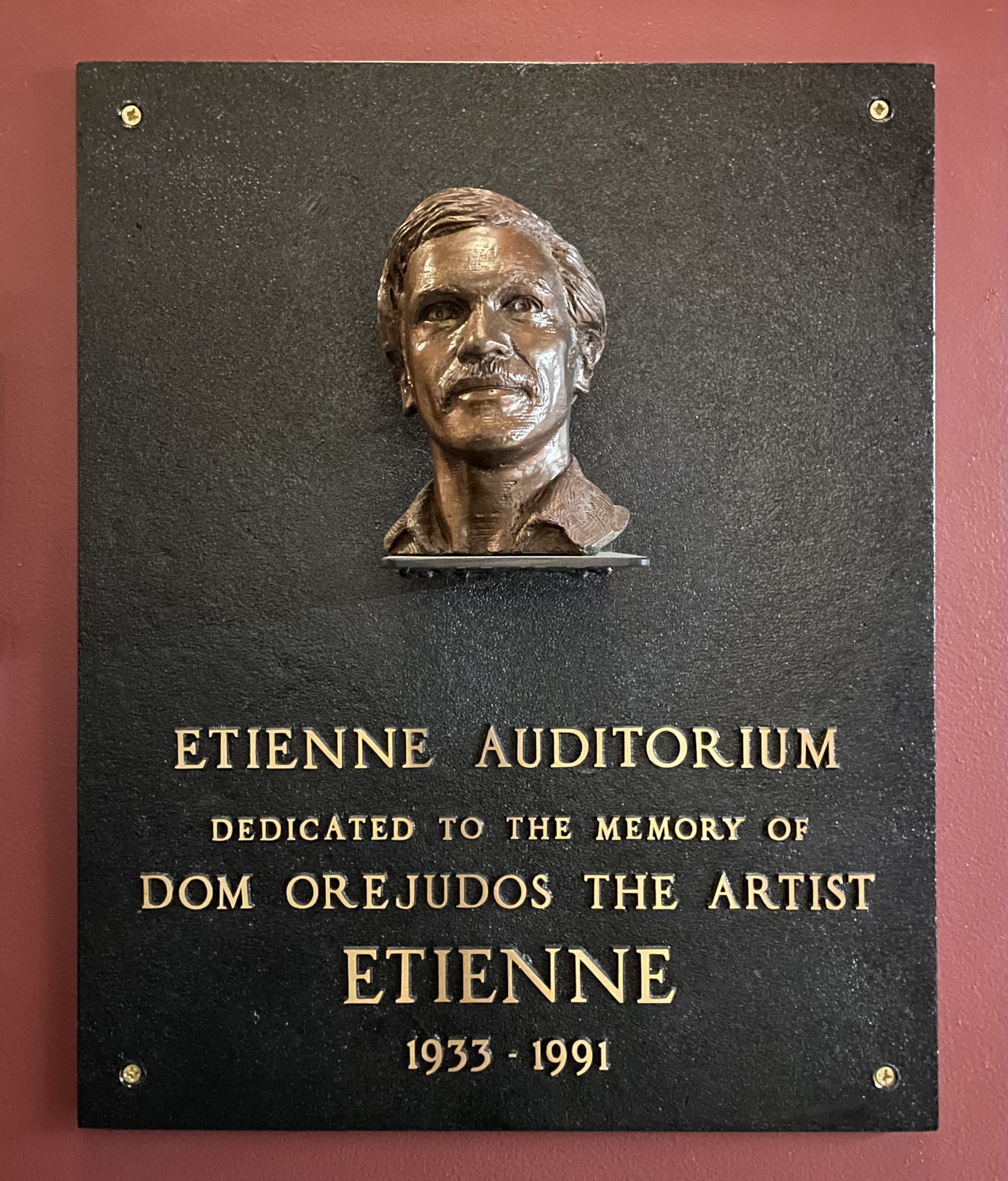
Targa dell'Etienne Auditorium nel Leather Archives & Museum, Chicago

E' commemorato nell'AIDS Memorial Quilt. Nel 1993, ricevette il Forebear Award nell'ambito dei Pantheon of Leather Awards. Nel 2013 è stato inserito nella Leather Hall of Fame.
Il Leather Archives & Museum (LA&M) possiede la più grande collezione di opere originali di Orejudos (sotto il suo pseudonimo "Etienne"). Lo stesso LA&M è stato fondato da Renslow in gran parte per esporre e preservare l'arte di Orejudos. Il suo auditorium, che ospita molti dei suoi murales, è stato intitolato in suo onore. Il LA&M vende periodicamente merchandising con l'arte di Orejudos.
L'arte di Orejudos ha influenzato significativamente lo stile di altri artisti erotici, tra cui Bill Schmeling.
Nel 1999, Dehner scrisse:
Nel 2006, lo storico Jack Fritscher scrisse:
Nel 2018, il marchio di moda JW Anderson ha commercializzato una collezione ispirata a Orejudos. Nello stesso anno, la rivista Dazed ha riportato: